# Собор Святого Иосифа (Нумеа)

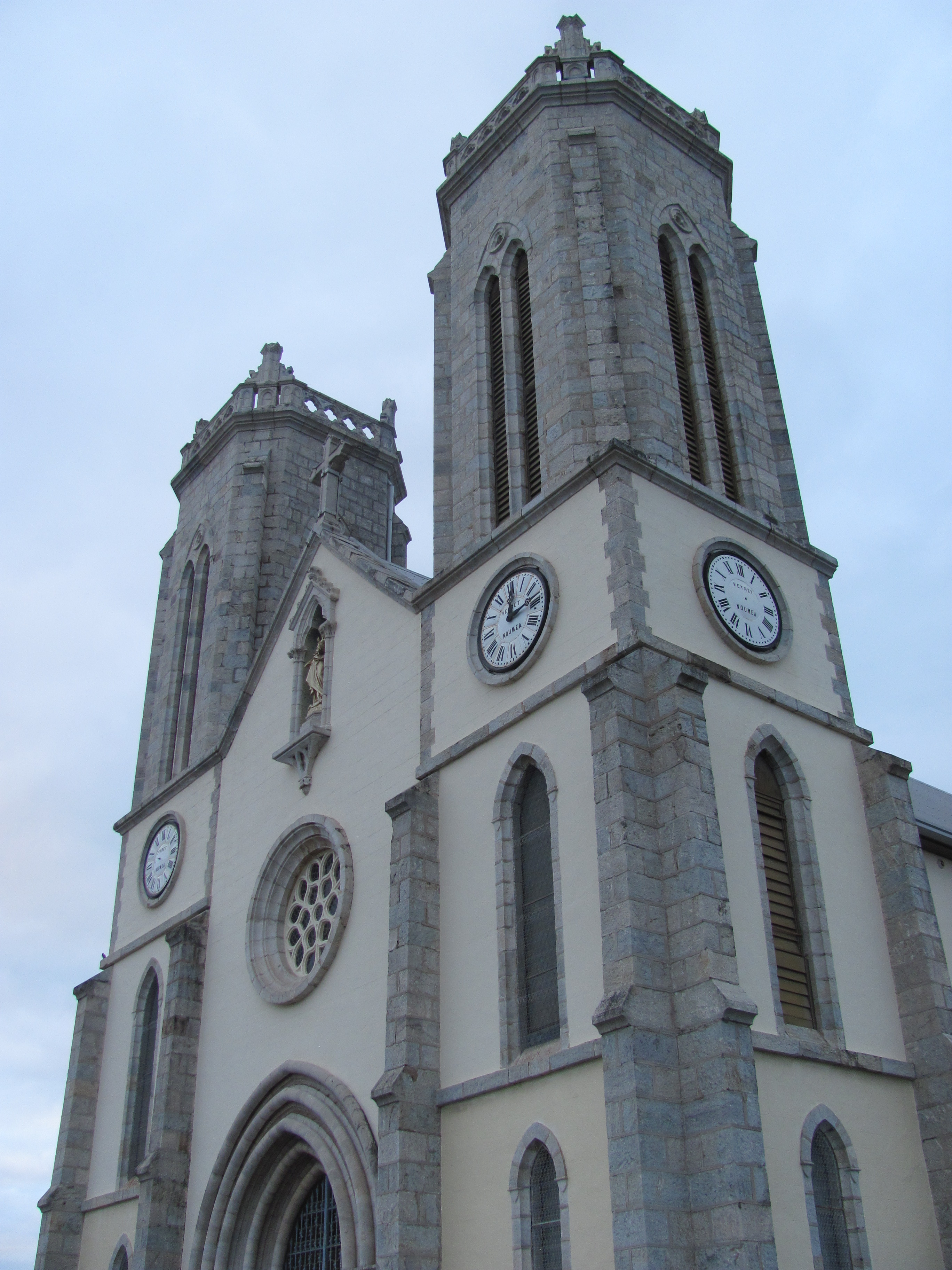
Собор Святого Иосифа.

Кафедральный собор Нумеа (фр. Cathédrale Saint-Joseph de Nouméa) — римско-католический собор в Нумеа, Новая Каледония. Он посвящен Святому Иосифу. Собор был резиденцией с 1966 года архиепархии Нумеи, в которую был возведен бывший апостольский викариат Нувель-Каледони.

## История
Собор, посвященный Святому Иосифу, супругу Девы Марии, был построен между 1887 и 1897 годами как резиденция Апостольского викария Новой Каледонии (создан в 1847 году) некоего Лабюля. Он был благословлен 26 октября 1890 года Пером Ксавье Монтрузье, служителем больницы, открыт на следующий День всех святых и освящен в 1893 году Апостольским викарием Фиджи монсеньором Жюльеном Видалем, до полной отделки фасада и колокольни.

## Структура
Собор имеет план латинского креста, и имеет длину 56 м (пять отсеков с секционными огивальными сводами для нефа, два прямых отсека и пять многоугольных отсеков для хора) с трансептом 36 м шириной, по оси юго-запад — северо-восток. Здание окружено на юго-западном фасаде с обеих сторон крыльца двумя башнями 25 м высотой. Первоначально предполагалось добавить шпили на вершины башен, но от этой идеи отказались, учитывая преобладание циклонов. Две башни, контрфорс и обрамления дверей и окон выполнены из обработанного камня (типично для зданий, построенных осужденными), в то время как другие стены сделаны из кирпичной кладки, залитой известью. Изделия из дерева и оживальные своды выполнены из красного дерева каури.